# ايمانويل أنيانوو
ايمانويل أنيانوو (بالإنجليزية: Emmanuel Anyanwu)‏ هو لاعب كرة قدم نيجيري في مركز الدفاع، ولد في 15 نوفمبر 1991 في نيجيريا. شارك مع منتخب نيجيريا تحت 20 سنة لكرة القدم ومنتخب نيجيريا تحت 23 سنة لكرة القدم ومنتخب نيجيريا لكرة القدم. أما مع النوادي، فقد لعب مع إنييمبا إنترناشونال.